# Machakos (hạt)
Hạt Machakos là một hạt thuộc tỉnh Đông ở Kenya. Theo điều tra dân số ngày 24 tháng 8 năm 1999, hạt này có dân số 906644 người. Hạt Machakos có diện tích 6281 km². Hạt lỵ đóng tại Machakos.